# Medetera opaca
Medetera opaca är en tvåvingeart som beskrevs av Meijere 1916. Medetera opaca ingår i släktet Medetera och familjen styltflugor. Inga underarter finns listade i Catalogue of Life.